# Canastra lanceolata
Canastra es un género monotípico de plantas herbáceas perteneciente a la familia de las poáceas. Su única especie, Canastra lanceolata, es originario de Brasil.
Es un nuevo género separado del género Arthropogon.

## Descripción
Es una planta perenne con culmos de 40-80 cm de largo. Los nodos constreñidos. Lígula una membrana ciliada. Inflorescencia en forma de una panícula. Espiguillas solitarias o en parejas. Espiguillas fértiles pediceladas; 1-2 en el clúster. Pedúnculos filiformes.
Las espiguillas comprenden 1 flósculo estéril basal; 1 flósculo fértil; sin extensión de raquilla. Espiguillas lanceoladas; comprimidas lateralmente; de 2-4 mm de largo.

## Taxonomía
Canastra lanceolata fue descrita por (Filg.) Morrone, Zuloaga, Davidse & Filgueiras y publicado en Novon 11(4): 429. 2001.
Sinonimia
- Arthropogon lanceolatus Filg.[4]